# کوان سو-هیون (بازیگر)
کوان سو-هیون (کره‌ای: 권소현؛ زادهٔ ۲۹ ژانویه ۱۹۸۷) بازیگر اهل کره جنوبی است.

## فیلم‌شناسی

### فیلم
| سال  | عنوان           | نقش         | توضیحات | منابع |
| ---- | --------------- | ----------- | ------- | ----- |
| ۲۰۱۳ | سکانس عشق       |             |         |       |
| ۲۰۱۵ | مدونا           | جانگ می-نا  |         |       |
| ۲۰۱۸ | شکل تاریک جرم   | اوه جی-هی   |         |       |
| ۲۰۱۸ | خانم بک         | جو می-کیونگ |         |       |
| ۲۰۲۰ | دعا             | یون جونگ    |         |       |
| ۲۰۲۰ | نور برای جوانان | رئیس        |         |       |
| ۲۰۲۱ | فروچاله         | یونگ-یی     |         | [ ۲ ] |

### مجموعه‌های تلویزیونی
| سال       | عنوان                       | شبکه     | نقش           | توضیحات                        | منابع |
| --------- | --------------------------- | -------- | ------------- | ------------------------------ | ----- |
| ۲۰۱۸      | عشق شفابخش من               | ام‌بی‌سی   | ایم جو-آه     |                                |       |
| ۲۰۱۹      | خدمه گل: آژانس ازدواج چوسان | جی‌تی‌بی‌سی | ملکه بیوه یون |                                |       |
| ۲۰۱۹–۲۰۲۰ | سگ سیاه                     | تی‌وی‌ان   | سونگ جی-سون   | حضور افتخاری (قسمت‌های ۱–۵، ۱۶) |       |
| ۲۰۲۱      | مال من                      | تی‌وی‌ان   | مادر جی-وون   | حضور افتخاری (قسمت‌های ۳–۴)     | [ ۳ ] |
| ۲۰۲۱      | نقاب                        | ام‌بی‌سی   | گو هیو-اون    |                                | [ ۳ ] |

### مجموعه‌های اینترنتی
| سال  | عنوان         | پلتفرم | نقش           | توضیحات | منابع |
| ---- | ------------- | ------ | ------------- | ------- | ----- |
| ۲۰۲۲ | افراد کاخ آبی | ن/م    | بزرگترین دختر | سیتکام  | [ ۴ ] |